# 鈴木克義
鈴木 克義（すずき かつよし、1957年 - 2023年1月27日）は、日本の言語教育学者。常葉大学短期大学部教授、常葉大学准教授などを務め、英語および日本語の言語教育におけるディベートの活用や、メディア利用を専門としたほか、小学生や幼児への英語教育についても論考を発表した。

## 経歴
東京都生まれ。横浜市出身。
1980年に横浜市立大学文理学部外国語課程英語英文科を卒業して、神奈川県の高等学校教員となり、神奈川県立野庭高等学校や神奈川県立港南台高等学校で英語科教諭を務めた。1988年に退職して渡米し、 ウェストチェスター大学で、日本語を教えながら大学院で英語教授法を学ぶプログラムに参加し、1990年に Ma-TESL（第二言語としての英語教授法修士）課程を修了して、香蘭女子短期大学国際教養科の教員となった。
1998年に常葉大学短期大学部英語英文科助教授に転じ、以降、常葉学園富士短期大学、富士常葉大学、常葉大学短期大学部保育科と所属が移った。2005年、教授として常葉大学短期大学部英語英文科に復帰したが、2011年には、再び保育科に戻って主任を務めた。2019年、常葉大学外国語学部准教授に転じ、2022年度をもって退職する予定であったが、2023年1月27日に死去した。
この間、1996年に福岡市男女共同参画懇話会委員を務めたほか、1999年から2004年まで静岡市男女共同参画課主催「しずおかディベート大会」の運営に関わり、2002年から2004年には富士市男女共同参画プラン推進会議副委員長を務めるなど、男女共同参画関係の活動にも取り組んだ。

## おもな著書

### 単著
- ディベートでいじめがなくなった!：人権感覚を育てるディベート教育のすすめ、明治図書出版、1997年
- 勝者のディベート：変革を起こす意思決定の技術、富士通経営研修所、2000年
- 英語は小学校からでは遅すぎます!：世界に羽ばたく子どもを育てよう、幼年教育出版、2010年

### 共著
- （茂木秀昭、Stephen Hesse との共著）英語で語る日本の争点：クリティカルシンキングのすすめ、金星堂、2000年

### 編著
- 心を動かす英語、三修社、2003年

### 訳書
- （ティム・レザレン 著）リアル・ブリティッシュ・イングリッシュ、三修社、2004年